# فرار بزرگ (فیلم ۱۳۷۶)
فرار بزرگ فیلمی به کارگردانی ناصر محمدی و نویسندگی علیرضا اخلاقی محصول سال ۱۳۷۶ است.

## خلاصه داستان
علی بعد از دور کردن خانواده اش از منطقهٔ جنگی، در درگیری با عراقی‌ها اسیر می‌شود. در آسایشگاه، اسرای ایرانی در پی اجرای نقشهٔ فرار هستند تا بتوانند اسامی خود را به نیروهای خودی برسانند چرا که عراقی‌ها وجود این اردوگاه را از نیروهای صلیب سرخ مخفی نگاه داشته‌اند. جنگ تمام می‌شود، همسر علی با امید بازگشت اسرا منتظر علی است اما هلال احمر و سایر مراکز مربوطه اطلاعی از او در دست ندارند. علی در اردوگاه، نفوذی عراقی‌ها را در بین اسرای ایرانی شناسایی می‌کند تا بدین ترتیب عراقی‌ها نتوانند از چگونگی عملیات آن‌ها مطلع شوند. اسرا بعد از شنیدن خبر مرگ خمینی و وی مراسم عزاداری عملیات فرار چند تن از اسرای ایرانی از جمله علی را بوسیلهٔ تانکر آبی که در آسایشگاه تردد دارد به مرحله اجرا درمی‌آورند اما مسافتی را دور نشده‌اند که با فرماندهٔ اردوگاه و افرادش درگیر می‌شوند ولیکن علی با دوستانش با کمک چند کرد مرزنشین و علیرغم کشته شدن چند تن از آن‌ها، اسامی را به سلامت به ایران می‌رساند.

## بازیگران
- حسین گیل
- جلال پیشواییان
- شهرام پوراسد
- ناصر نجفی
- هادی فراهانی
- ایرج میرزایی
- حسین الهیاری
- داوود رجایی
- مرضیه متین‌راسخ
- اقدس صحت‌بخش
- آتش تقی‌پور
- فرج‌الله گل‌سفیدی
- منوچهر اخضرپور
- نصرت دستمردی
- امیرحسین محمدی
- ابوالقاسم ملکوتی
- مجید گل سفیدی
- اکبر آبدیده
- رضا غفوری
- حسین فرزانه
- امیرهوشنگ شعبانی
- عباس فریور
- حبیب‌الله کاظمی
- غلامرضا بیدکی
- حبیب‌الله الهیاری